# Чемпионат мира по стрельбе 1902
Чемпионат мира по стрельбе 1902 года прошёл в Риме (Итальянское королевство).

## Общий медальный зачёт
| Место | Страна             | Золото | Серебро | Бронза | Всего |
| ----- | ------------------ | ------ | ------- | ------ | ----- |
| 1     | Швейцария          | 6      | 2       | 1      | 9     |
| 2     | Италия             | 1      | 4       | 1      | 6     |
| 3     | Германская империя | 0      | 1       | 0      | 1     |
| 4     | Франция            | 0      | 0       | 5      | 5     |
| Всего | Всего              | 7      | 7       | 7      | 21    |

## Медалисты
| Дисциплина                                    | Золото                                                                                            | Серебро                                                                                                 | Бронза                                                                           |
| --------------------------------------------- | ------------------------------------------------------------------------------------------------- | --- | -------------------------------------------------------------------------------- |
| Винтовка с трёх позиций, 300 метров           | Эмиль Келленбергер                                                                                | Аттильо Конти                                                                                           | Конрад Штеели                                                                    |
| Винтовка с трёх позиций, 300 метров (команды) | Швейцария · Альфред Грюттер · Эмиль Келленбергер · Хайнрих Шелленберг · Ахилл Рох · Конрад Штеели | Италия · Джангалеаццо Кантони · Даниэле Боничелли · Аттильо Конти · Рокко Моллика · Паскуале Виттонатти | Франция · Огюст Кавадини · Максим Ларден · Морис Лекок · Леон Моро · Ахилл Парош |
| Винтовка лёжа, 300 метров                     | Аттильо Конти                                                                                     | Даниэле Боничелли                                                                                       | Огюст Кавадини                                                                   |
| Винтовка с колена, 300 метров                 | Конрад Штеели                                                                                     | Эмиль Келленбергер                                                                                      | Джангалеаццо Кантони                                                             |
| Винтовка стоя, 300 метров                     | Эмиль Келленбергер                                                                                | Ханс Лешнер                                                                                             | Максим Ларден                                                                    |
| Произвольный пистолет, 50 метров              | Карл Хесс                                                                                         | Конрад Штеели                                                                                           | Рафаэль Пи                                                                       |
| Произвольный пистолет, 50 метров (команды)    | Швейцария · Карл Хесс · Якоб Ланг · Карл Конрад Рёдерер · Ахилл Рох · Конрад Штеели               | Италия · Паскуале Кастельяно · Авентино Ригини · Джулио Сандри · Роберто Тальябуэ · Луиджи Тавелли      | Франция · Коретт · Луи Дюффуа · Леон Моро · Рафаэль Пи · Атанас Саротори         |